# Сант'Агата ди Пуиля
Сант'А̀гата ди Пу̀лия (на италиански: Sant'Agata di Puglia) е село и община в Южна Италия, провинция Фоджа, регион Пулия. Разположено е на 795 m надморска височина. Населението на общината е 2149 души (към 2010 г.).